# Ausèlas
Ausèlas (en francès, Auzelles) és un municipi francès situat al departament del Puèi Domat i a la regió d'Alvèrnia-Roine-Alps. L'any 2007 tenia 337 habitants.

## Demografia

### Població
El 2007 la població de fet d'Auzelles era de 337 persones. Hi havia 156 famílies de les quals 64 eren unipersonals (28 homes vivint sols i 36 dones vivint soles), 36 parelles sense fills, 36 parelles amb fills i 20 famílies monoparentals amb fills.
La població ha evolucionat segons el següent gràfic:
Habitants censats

### Habitatges
El 2007 hi havia 361 habitatges, 165 eren l'habitatge principal de la família, 192 eren segones residències i 4 estaven desocupats. 352 eren cases i 7 eren apartaments. Dels 165 habitatges principals, 143 estaven ocupats pels seus propietaris, 16 estaven llogats i ocupats pels llogaters i 6 estaven cedits a títol gratuït; 3 tenien una cambra, 9 en tenien dues, 26 en tenien tres, 56 en tenien quatre i 71 en tenien cinc o més. 121 habitatges disposaven pel capbaix d'una plaça de pàrquing. A 83 habitatges hi havia un automòbil i a 61 n'hi havia dos o més.

### Piràmide de població
La piràmide de població per edats i sexe el 2009 era:
| Homes | Edats   | Dones |
| ----- | ------- | ----- |
| 0     | 95 o +  | 0     |
| 0     | 90 a 94 | 4     |
| 0     | 85 a 89 | 0     |
| 4     | 80 a 84 | 4     |
| 8     | 75 a 79 | 20    |
| 12    | 70 a 74 | 12    |
| 12    | 65 a 69 | 12    |
| 8     | 60 a 64 | 8     |
| 12    | 55 a 59 | 16    |
| 8     | 50 a 54 | 8     |
| 20    | 45 a 49 | 8     |
| 8     | 40 a 44 | 12    |
| 16    | 35 a 39 | 16    |
| 16    | 30 a 34 | 4     |
| 8     | 25 a 29 | 12    |
| 0     | 20 a 24 | 8     |
| 8     | 15 a 19 | 4     |
| 8     | 10 a 14 | 4     |
| 20    | 5 a 9   | 8     |
| 8     | 0 a 4   | 4     |

## Economia
El 2007 la població en edat de treballar era de 215 persones, 146 eren actives i 69 eren inactives. De les 146 persones actives 131 estaven ocupades (79 homes i 52 dones) i 15 estaven aturades (4 homes i 11 dones). De les 69 persones inactives 32 estaven jubilades, 13 estaven estudiant i 24 estaven classificades com a «altres inactius».

### Ingressos
El 2009 a Auzelles hi havia 161 unitats fiscals que integraven 349 persones, la mediana anual d'ingressos fiscals per persona era de 14.618 €.

### Activitats econòmiques
Dels 11 establiments que hi havia el 2007, 1 era d'una empresa extractiva, 1 d'una empresa de fabricació d'altres productes industrials, 1 d'una empresa de construcció, 1 d'una empresa de comerç i reparació d'automòbils, 1 d'una empresa de transport, 2 d'empreses d'hostatgeria i restauració, 2 d'empreses de serveis, 1 d'una entitat de l'administració pública i 1 d'una empresa classificada com a «altres activitats de serveis».
Dels 2 establiments de servei als particulars que hi havia el 2009, 1 era un paleta i 1 restaurant.
L'any 2000 a Auzelles hi havia 27 explotacions agrícoles que ocupaven un total de 644 hectàrees.

## Poblacions més properes
El següent diagrama mostra les poblacions més properes.